# Nhà thờ

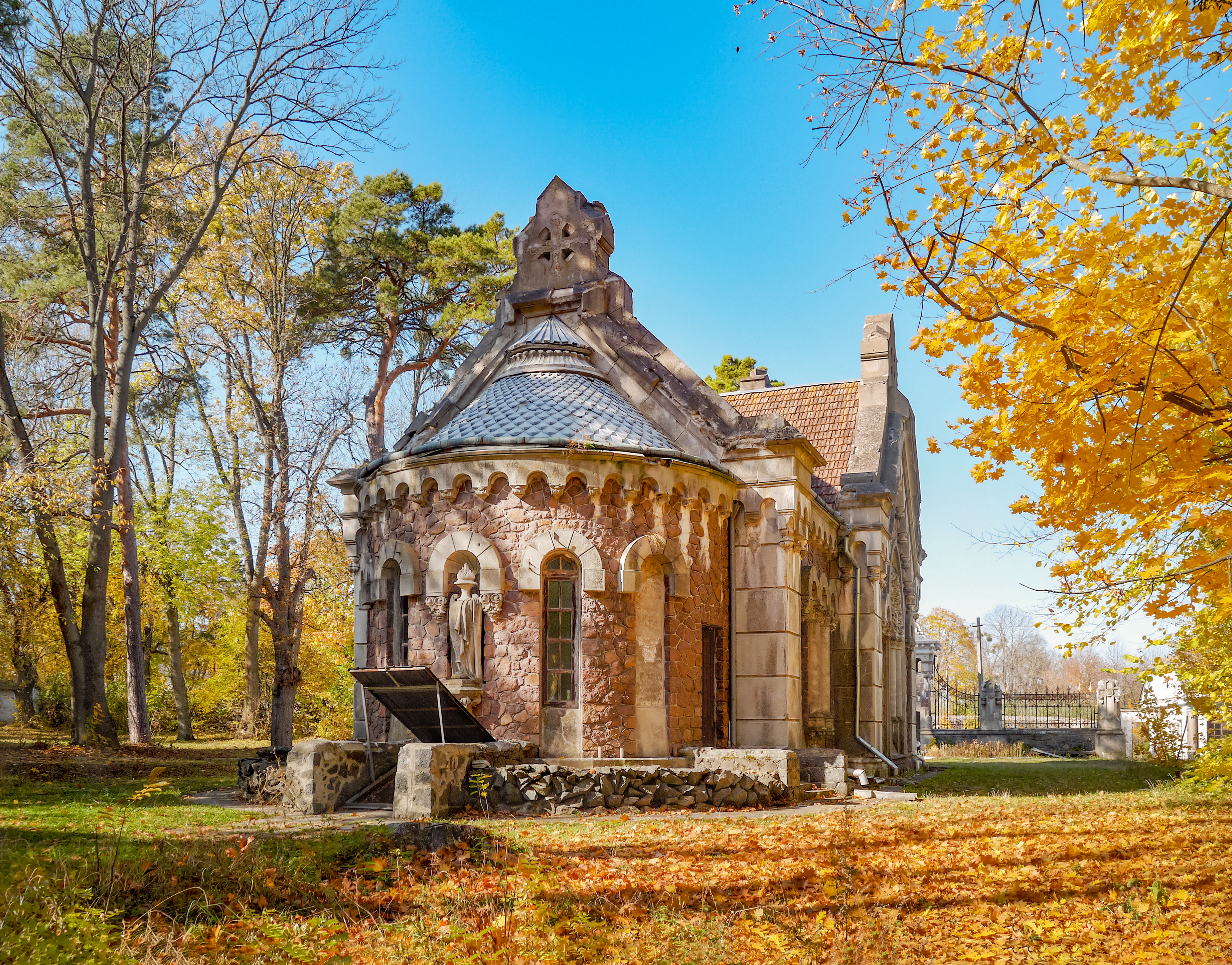
Một nhà thờ cổ kính bằng đá

Trong Kitô giáo, Nhà thờ (còn gọi là Thánh đường hay Giáo đường hay nhà thánh) là địa điểm để người Kitô hữu cử hành các nghi lễ thờ phượng Thiên Chúa. Mỗi giáo hội Kitô giáo đều có các phong cách, quy định xây dựng nhà thờ riêng, nhưng nhìn chung, bên ngoài nhà thờ phải có một cây thánh giá đặt nơi cao và dễ thấy nhất (thường là đỉnh tháp chuông); bên trong thường gồm hai gian chính: gian cung thánh với trung tâm là cây thánh giá làm nơi cử hành của giáo sĩ và gian giáo dân (có hoặc không có ghế quỳ để hành lễ cầu nguyện).

## Kiến trúc

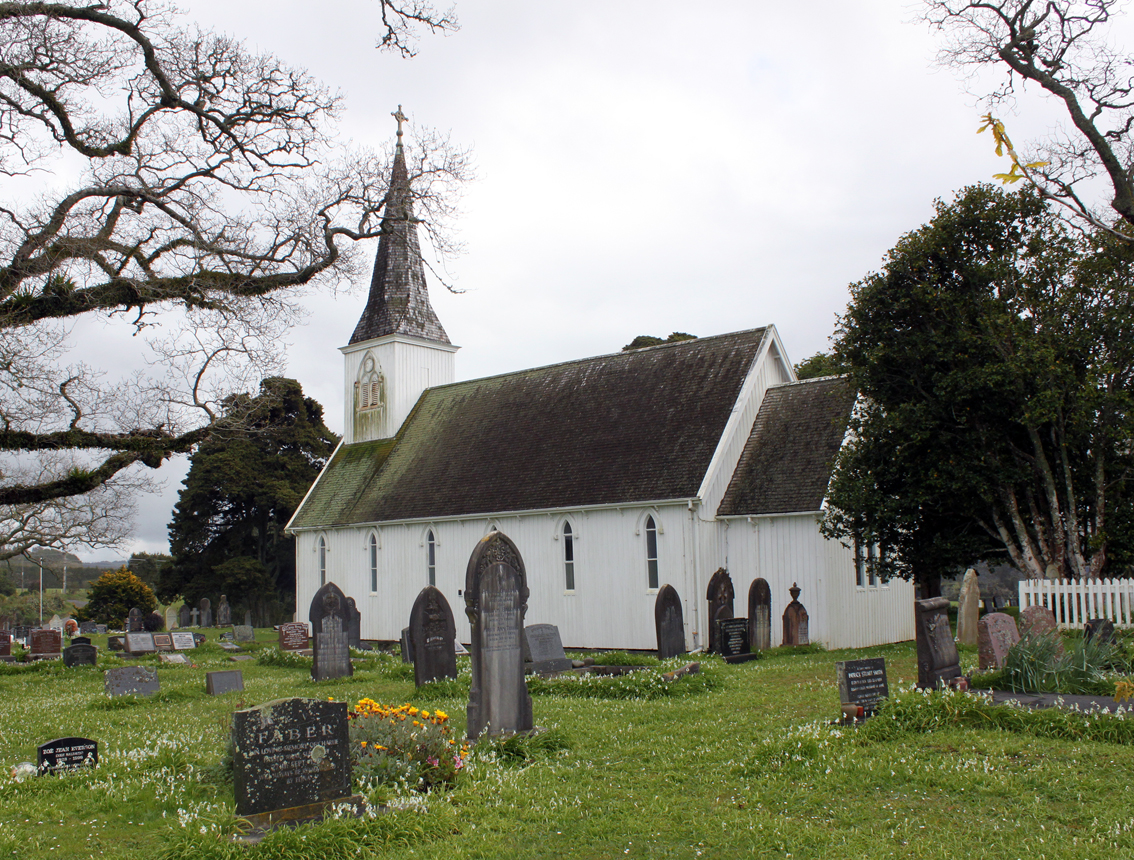
Một nhà thờ ở Tân Tây Lan

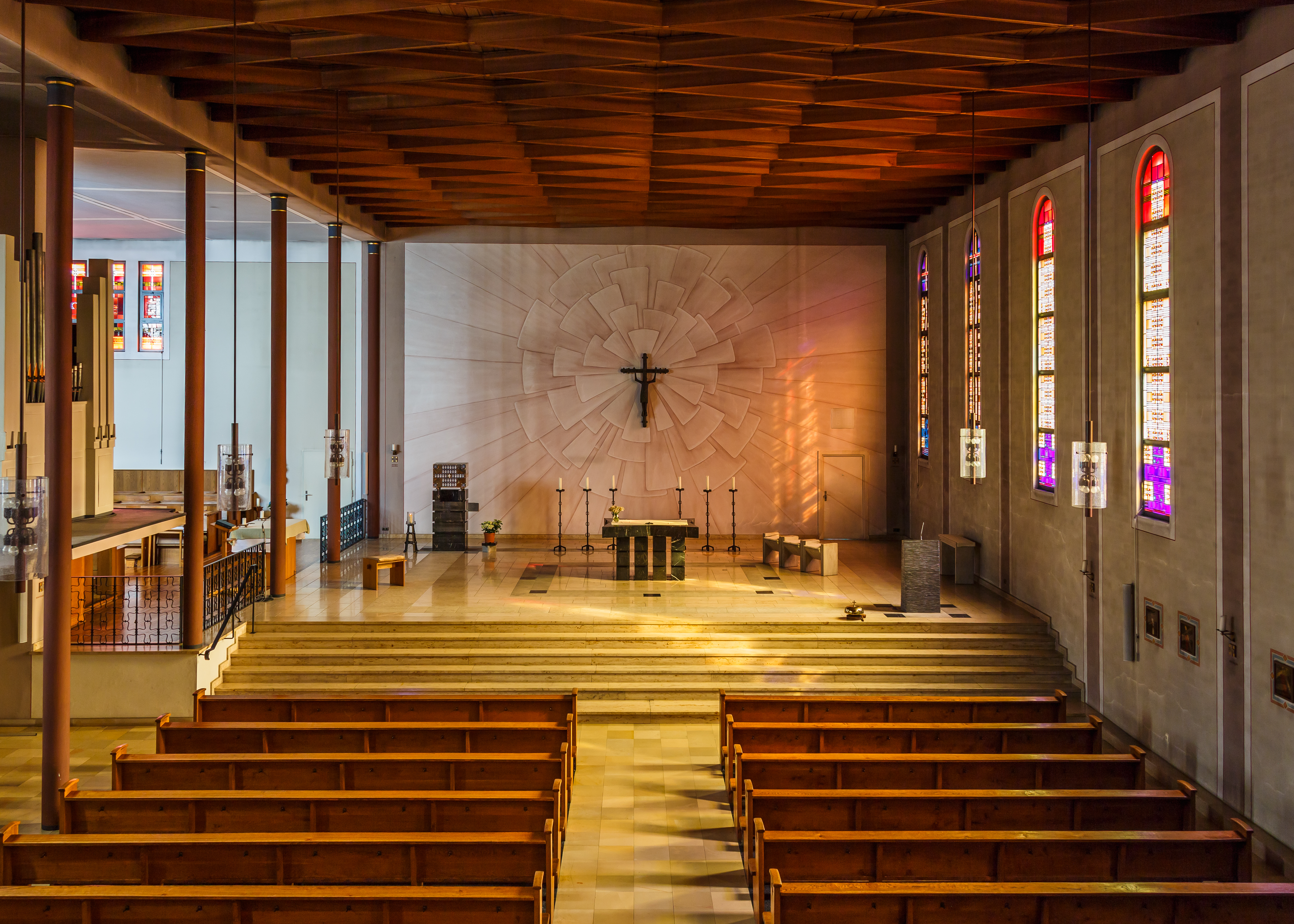
Bên trong một nhà thờ ở Đức

Các nhà thờ lâu đời thường theo các phong cách kiến trúc Byzantine, Romanesque, Gothic, Baroque, và các kiến trúc các loại.

## Công giáo Roma

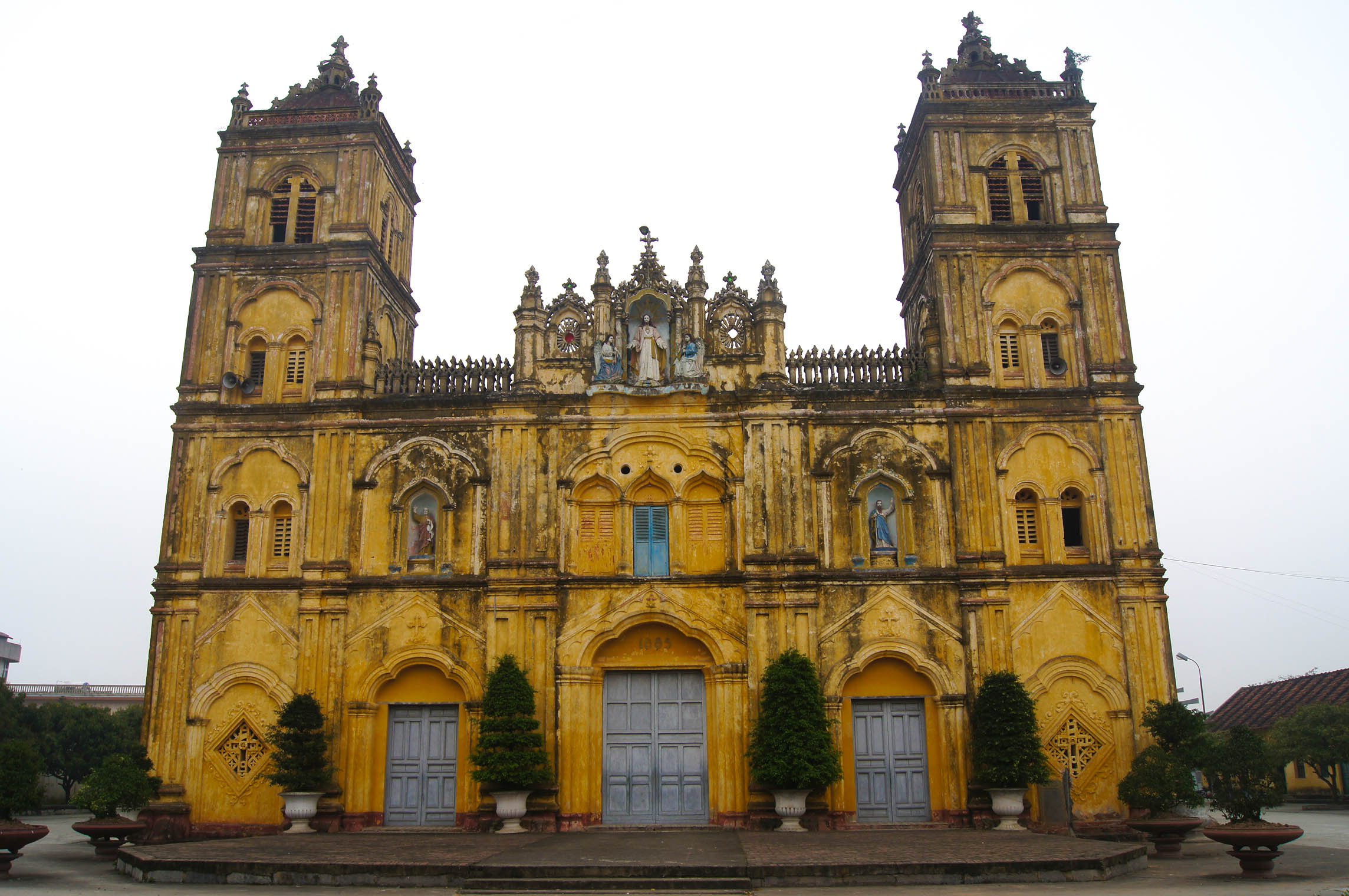
Nhà thờ chính tòa Bùi Chu

Xét theo quy mô, nhà thờ Công giáo có thể phân chia thành:
- Vương cung thánh đường: Là những nhà thờ có kỷ niệm đẹp hoặc biến cố tôn giáo quan trọng được Tòa Thánh Vatican phong tặng
- Nhà thờ chính tòa: Là nhà thờ chính của một giáo phận, là nơi đặt tòa giám mục
- Đền Thánh: Là nhà thờ có ý nghĩa hành hương quan trọng. Đền thánh có các cấp độ là đền thánh giáo phận, đền thánh quốc gia và đền thánh quốc tế, được công nhận bởi các thẩm quyền tương ứng (Giám mục giáo phận, Hội đồng giám mục và Tòa thánh)[cần dẫn nguồn]
- Nhà thờ giáo xứ (Nhà thờ xứ): Nhà thờ của giáo xứ. Phần lớn giáo xứ chỉ có một nhà thờ, ở những giáo xứ lớn, các giáo họ trong giáo xứ cũng có thể có nhà thờ giáo họ.
- Nhà nguyện: thường chỉ dùng riêng cho một cộng đồng nhỏ (tu viện, bệnh viện, dòng tu)

### Cấu trúc

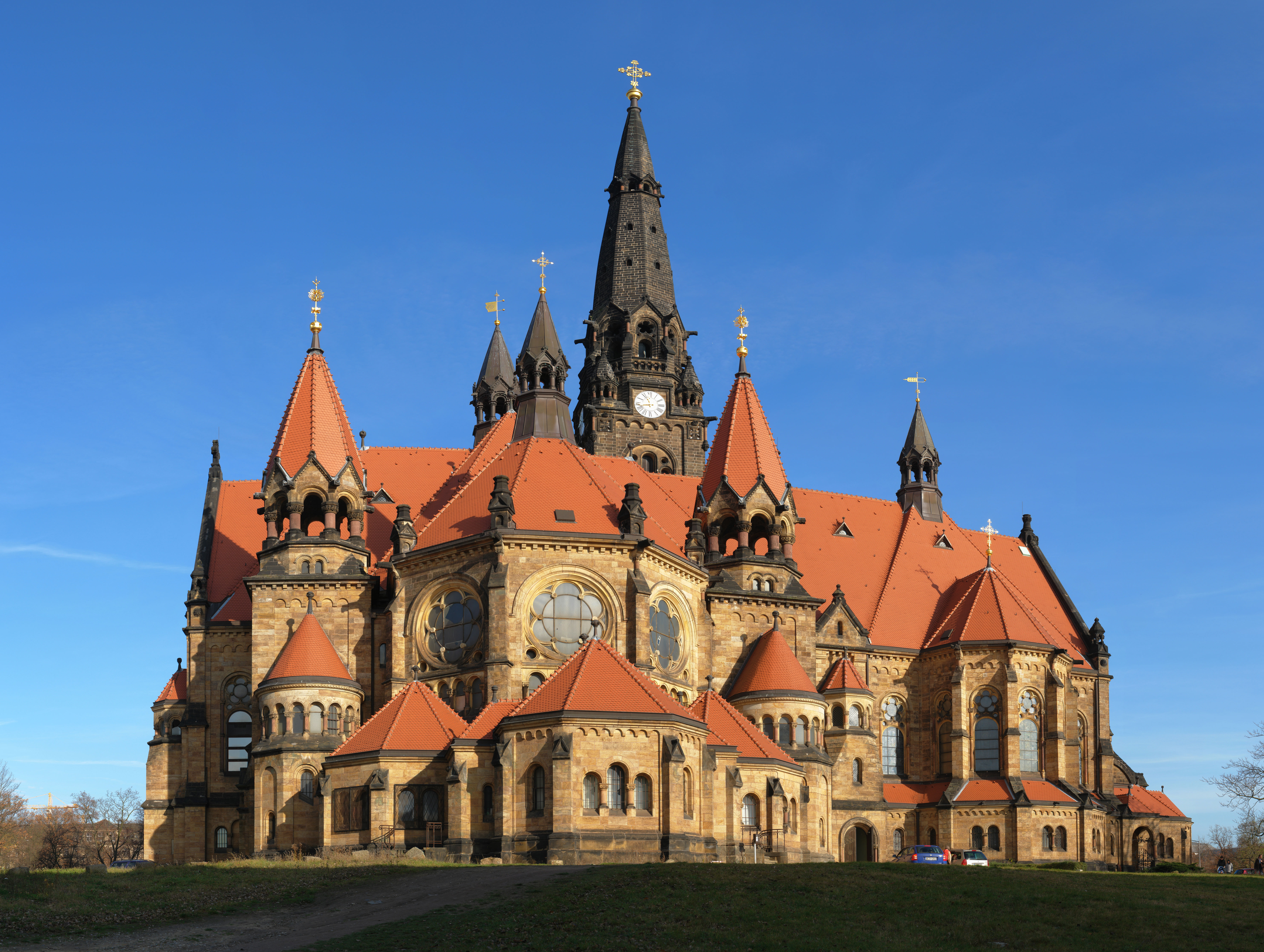
Mặt sau nhà thờ Garnison St. Martin ở Dresden, Đức

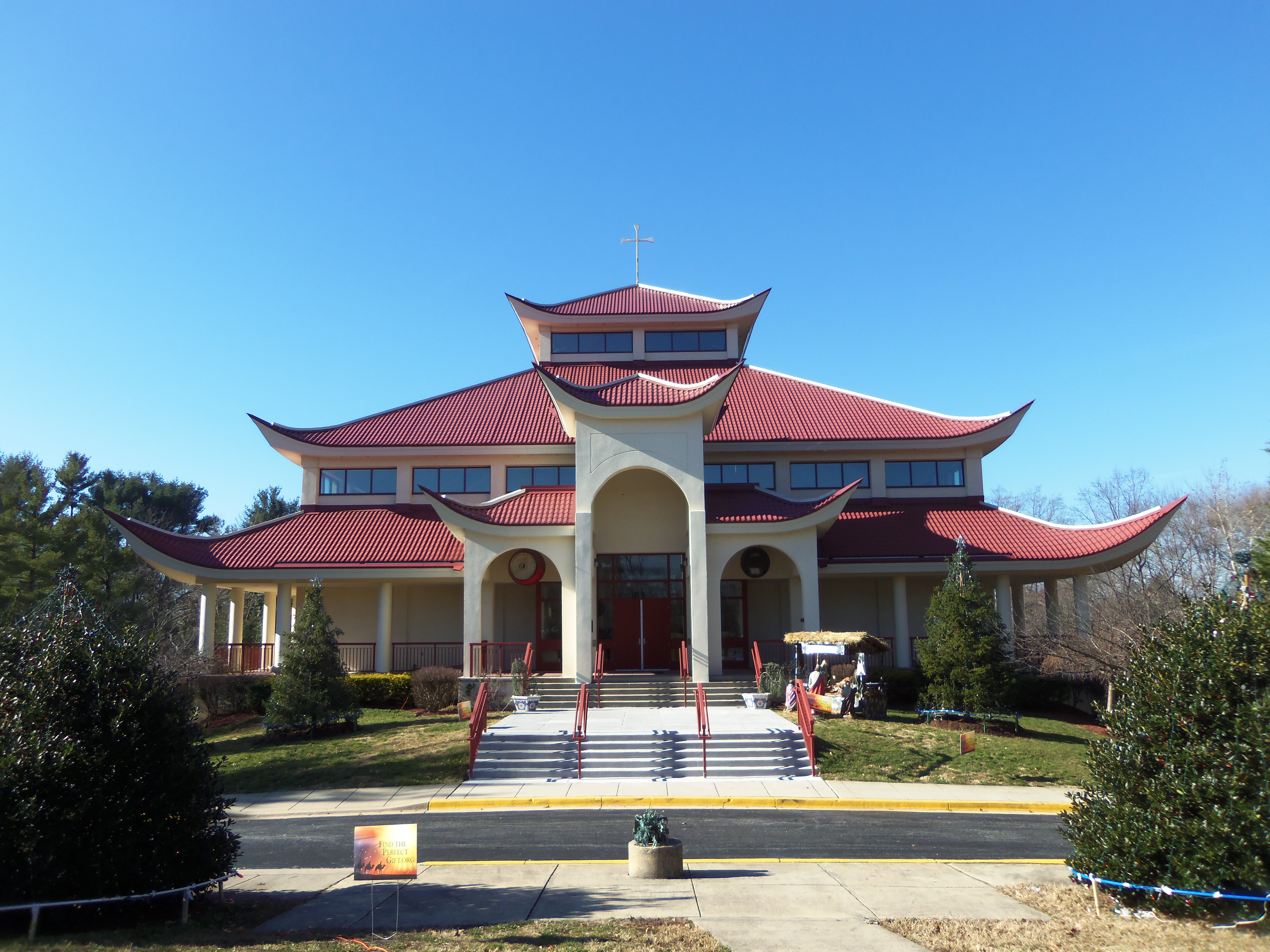
Nhà thờ Công giáo Việt Nam "Đức Mẹ La Vang" tại Silver Spring, Maryland, Mỹ

Cấu trúc Nhà thờ công giáo bao gồm những thành phần sau:
- Nhà thờ chính: Là nơi diễn ra các nghi lễ thờ phượng: thánh lễ hàng ngày, cầu nguyện, chầu thánh thể, thực hiện các bí tích.
  - Cung Thánh: Là nơi linh mục chủ tế thực hiện các nghi lễ. Cung thánh thường ở vị trí trang trọng và cao hơn để giáo dân có thể theo dõi thánh lễ.

Cung thánh bao gồm:
- - Bàn thờ: Là nơi quan trọng nhất của nhà thờ, dùng để cử hành phụng vụ Thánh Thể, và thường được làm bằng đá.
  - Giảng đài: Nơi cử hành phụng vụ Lời Chúa, dùng để đọc các bài đọc trong thánh lễ, xướng Thánh Vịnh Đáp Ca, đặc biệt là dùng để công bố Tin mừng, giảng lễ.
  - Ghế chủ tọa: Chỗ ngồi cho vị chủ tế Thánh lễ.

Ngoài ra còn có:
- - Giếng rửa tội: Nơi cử hành bí tích Rửa tội.
  - Tòa giải tội: Cử hành bí tích Hòa Giải.
  - Phòng áo lễ: Là nơi để các linh mục thay áo trước khi cử hành thánh lễ.
  - Phần dành cho những giáo dân dự thánh lễ, có các hàng ghế ngồi, quỳ.
  - Xung quanh nội thất nhà thờ chính luôn có 14 chặng Đàng Thánh giá, là tranh hay tượng mô tả lại Cuộc thương khó của Giêsu.
- Tháp chuông: Có thể cùng một kiến trúc với nhà thờ chính hoặc là một kiến trúc độc lập. Thường hạng mục này là cao nhất trong công trình, trên đó có Thánh giá. Nhà thờ đổ chuông để báo giờ lễ cho giáo dân hoặc trong các dịp lễ quan trọng.

Các thành phần phụ trợ (có thể có hoặc không) :
- Đài Đức Mẹ
- Các tượng đài khác
- Hang đá
- Nhà xứ, hay nhà mục vụ giáo xứ là nơi hội họp điều hành giáo xứ, cũng có các phòng cho giáo sĩ ở và làm việc.
- Ngoài ra có thể có các công trình khác như phòng học giáo lý, nhà hài cốt (nơi đặt các hũ tro cốt người chết), nhà sách.

### Hoạt động

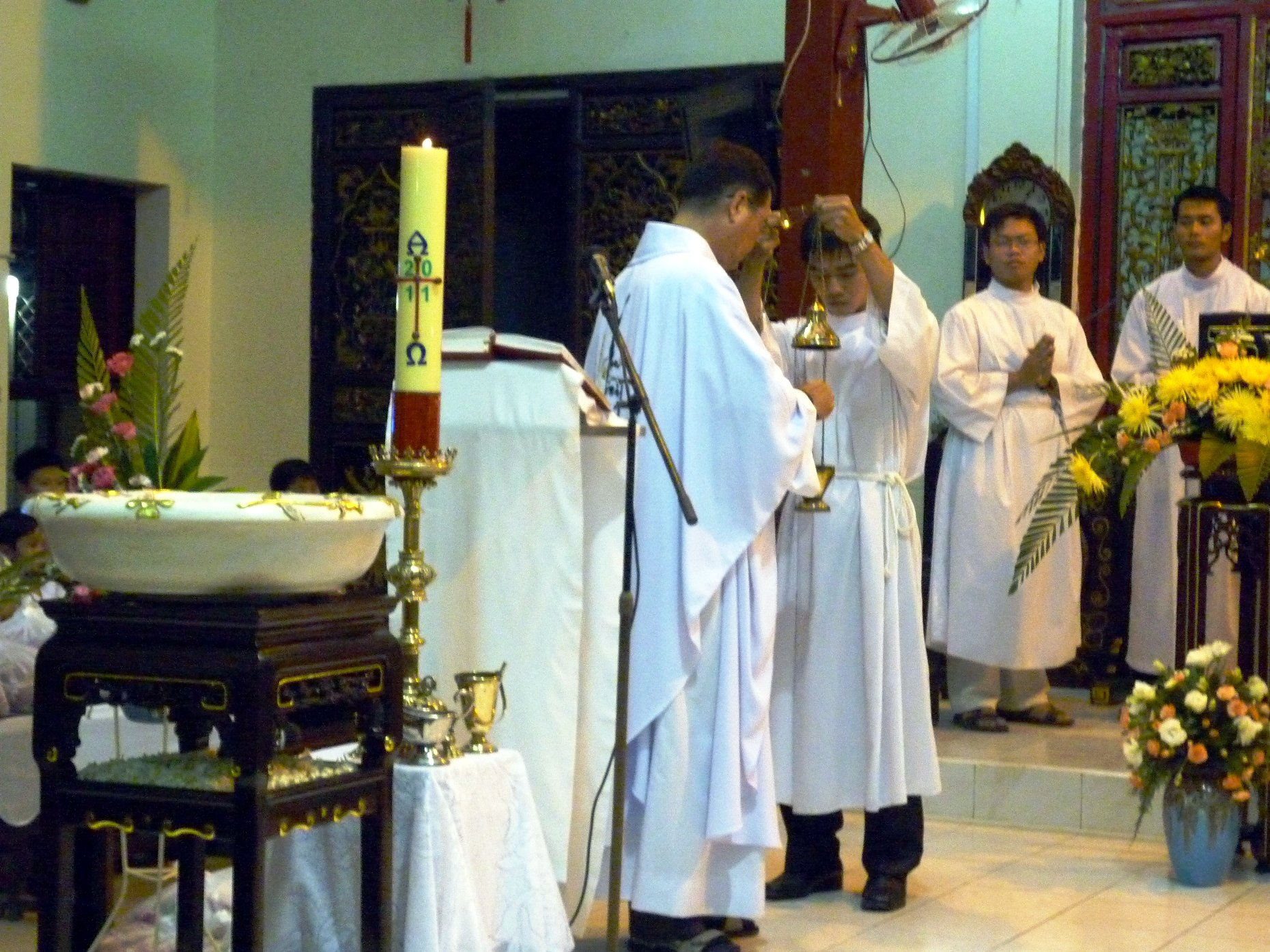
Lễ Phục Sinh

- Phụng vụ
  - Thánh lễ
  - Các Bí tích
  - Chầu Thánh thể
  - Rước kiệu
  - Ngắm Đàng Thánh giá
- Truyền giáo
  - Dạy giáo lý
- Công tác bác ái

## Tin Lành
Nhà thờ Tin Lành gồm: bục giảng và thập giá. Nhà thờ Tin Lành thường không có bàn thờ, nhà tạm, không có tượng ảnh hay vật thánh khác như chén thánh.